# Ácido fluoroantimónico
El ácido fluoroantimónico (HSbF6) es una mezcla de fluoruro de hidrógeno y pentafluoruro de antimonio en diversas proporciones.  La proporción 1:1 conduce al superácido más fuerte conocido, el cual se ha demostrado que protona incluso a los hidrocarburos para producir carbocationes e H2. El ácido fluoroantimónico es el más corrosivo de los llamados super ácidos.
La reacción de fluoruro de hidrógeno (HF) y SbF5 es exotérmica. HF libera el catión (H+), y su base conjugada (F−) es secuestrada por una o más moléculas de SbF5 para producir SbF6− octaédrico. Este anión se clasifica como no coordinante, porque es tanto un nucleófilo débil y una base muy débil. El catión H+ permanece efectivamente «desnudo», lo que trae como consecuencia la extrema acidez del sistema. El ácido fluoroantimónico es 2×1019 veces más fuerte que el ácido sulfúrico. La reacción del fluoruro de hidrógeno y pentafluoruro de antimonio procede como sigue:

## Estructura
Se han cristalizado dos productos relacionados con las mezclas HF-SbF5, y ambos han sido analizados por cristalografía de rayos-X de un solo cristal. Estas sales tienen las fórmulas [H2F+][Sb2F11−] y [H3F2+][Sb2F11−]. En ambas sales, el anión es Sb2F11−.  Como se mencionó anteriormente, SbF6− está clasificado como una base débil; el monoanión de mayor tamaño Sb2F11− sería más débil aún.

### Comparación con otros ácidos
Los siguientes valores están basados en la función de acidez de Hammett. La acidez se indica con valores negativos de H0.
- Ácido fluoroantimónico (1990) (H0 Value = −31.3)
- Ácido mágico (1974) (H0 Value = −19.2)
- Superácido carborano (1969) (H0 Value = −18.0)
- Ácido fluorosulfúrico (1944) (H0 Value = −15.1)
- Ácido tríflico (1940) (H0 Value = −14.9)

## Aplicaciones
Este ácido extraordinariamente fuerte protona casi todos los compuestos orgánicos. En 1967, Bickel y Hogeveen mostraron que la mezcla HF-SbF5 eliminará H2 del metilpropano y metano del neopentano:
(CH3)3CH + H+ → (CH3)3C+ + H2
(CH3)4C + H+ → (CH3)3C+ + CH4

## Seguridad
HF-SbF5 se descompone por acción del agua de forma rápida y explosiva. Reacciona con prácticamente todos los disolventes conocidos. Algunos disolventes que se ha probado que son compatibles con HF-SbF5 son el clorofluoruro de sulfurilo y el óxido de azufre (IV). También se han usado clorofluorocarbonos como disolventes. Los contenedores para HF-SbF5 están hechos de PTFE. (recubrimiento de cohetes, aviones, etc.)